# Gleisdreieck (stanice metra v Berlíně)
Gleisdreieck je stanice berlínského metra, ve volném překladu znamenající kolejištní trojúhelník. Leží v městské části Kreuzberg ve správním obvodě Friedrichshain-Kreuzberg.
28. září 1908 se v místě dnešní stanice stala nehoda, dva vlaky jedoucí proti sobě se srazily. Stanice byla otevřena 13. srpna 1961 pro linku A. Roku 1966 pro linku 1 a 2. Od roku 1984 zde staví dnešní linky U1, U2 a U3. Roku 2009 začala sanace budovy a oprava kolejí a střechy za 2 miliony eur. Sanace byla ukončena až roku 2012. Stanice má dva výtahy, první otevřený od roku 2010 a druhý od 19. dubna 2012.
Stejný název jako stanice nese nedaleký 60 hektarový park.